# 12118 Mirotsin
12118 Mirotsin è un asteroide della fascia principale. Scoperto nel 1999, presenta un'orbita caratterizzata da un semiasse maggiore pari a 2,2771759 UA e da un'eccentricità di 0,0925110, inclinata di 6,09620° rispetto all'eclittica.